# Matías Morales
Matías Morales (n. Quilmes, provincia de Buenos Aires, Argentina; 5 de julio de 1991) también apodado "primo e` tigre" o "narigueta" es un futbolista argentino que juega de Mediocampista y actualmente juega con la 11 de Excursionistas. Su último club había Sido el Olimpia de la Liga Nacional de Honduras.

## Trayectoria
Se desempeña como volante por derecha generalmente, aunque también lo hizo por izquierda en alguna ocasión. Salió de las divisiones menores del cervecero. Debutó con Omar De Felippe en cancha de Vélez Sarsfield, y fue parte los planteles que mantuvieron dos veces a Quilmes en Primera.
Matias supo destacarse en las Ligas Infantiles de Berazategui, militando en los clubes Textil Hudson y Deportivo Villa España. En su recordado debut en el club Textil, marcando dos tantos, el partido fue suspendido debido a que el técnico y los padres del club Quilmes JRS alegaran violentamente que Matías pertenecía a una categoría mayor.

## Clubes
| Club        | País      | Año       |
| ----------- | --------- | --------- |
| Quilmes     | Argentina | 2012-2016 |
| Almagro     | Argentina | 2016-2017 |
| Berazategui | Argentina | 2017-2018 |
| Atlanta     | Argentina | 2018-2019 |
| Olimpia     | Honduras  | 2019-2020 |

## Estadísticas

### Clubes
- Actualizado hasta el 6 de agosto de 2018.

| Quilmes Argentina |                     |                     |     |   |   |   |   |    |     |   |      |      |
| 2.ª | 2011-12             | 0                   | 0   | 0 | 1 | 0 | 0 | 1  | 0   | 0 | 0,00 |      |
| 1.ª | 2012-13             | 3                   | 0   | 0 | 1 | 0 | 0 | 4  | 0   | 0 | 0,00 |      |
| 1.ª | 2013-14             | 18                  | 0   | 0 | 0 | 0 | 0 | 18 | 0   | 0 | 0,00 |      |
| 1.ª | 2014                | 4                   | 0   | 0 | 0 | 0 | 0 | 4  | 0   | 0 | 0,00 |      |
| 1.ª | 2015                | 13                  | 0   | 0 | 0 | 0 | 0 | 13 | 0   | 0 | 0,00 |      |
| 1.ª | 2016                | 5                   | 1   | 0 | 0 | 0 | 0 | 5  | 1   | 0 | 0,20 |      |
| Total club | Total club          | 43                  | 1   | 0 | 2 | 0 | 0 | 45 | 1   | 0 | 0,02 |      |
| Almagro Argentina |                     |                     |     |   |   |   |   |    |     |   |      |      |
| 2.ª | 2016-17             | 23                  | 1   | 0 | 1 | 0 | 0 | 24 | 1   | 0 | 0,04 |      |
| Total club | Total club          | 23                  | 1   | 0 | 1 | 0 | 0 | 24 | 1   | 0 | 0,04 |      |
| Berazategui Argentina |                     |                     |     |   |   |   |   |    |     |   |      |      |
| 4.ª | 2017-18             | 35                  | 4   | 0 | 0 | 0 | 0 | 35 | 4   | 0 | 0,11 |      |
| Total club | Total club          | 35                  | 4   | 0 | 0 | 0 | 0 | 35 | 4   | 0 | 0,11 |      |
| Atlanta Argentina |                     |                     |     |   |   |   |   |    |     |   |      |      |
| 3.ª | 2018-19             | 0                   | 0   | 0 | 0 | 0 | 0 | 0  | 0   | 0 | 0,00 |      |
| Total club | Total club          | 0                   | 0   | 0 | 0 | 0 | 0 | 0  | 0   | 0 | 0,00 |      |
| Total en su carrera | Total en su carrera | Total en su carrera | 101 | 6 | 0 | 3 | 0 | 0  | 104 | 6 | 0    | 0,05 |
| (1) Las copas nacionales se refiere a la Copa Argentina. (2) Media de goles por encuentro. No incluye goles en partidos amistosos. |                     |                     |     |   |   |   |   |    |     |   |      |      |

## Palmarés

### Campeonatos nacionales
| Título                    | Equipo  | País     | Año  |
| ------------------------- | ------- | -------- | ---- |
| Liga Nacional de Honduras | Olimpia | Honduras | 2019 |